# Estancia (Iloilo)
Estancia è una municipalità di quarta classe delle Filippine, situata nella Provincia di Iloilo, nella Regione del Visayas Occidentale.
Estancia è formata da 25 baranggay:
- Bayas (Bayas Island)
- Bayuyan
- Botongan
- Bulaqueña
- Calapdan
- Cano-an
- Daan Banua
- Daculan
- Gogo
- Jolog
- Loguingot (Loguingot Island)
- Lonoy (Roman Mosqueda)
- Lumbia (Ana Cuenca)

- Malbog
- Manipulon
- Pa-on
- Pani-an
- Poblacion Zone I
- Poblacion Zone II
- Poblacion Zone III
- San Roque
- Santa Ana
- Tabu-an
- Tacbuyan
- Tanza